# Seabiscuit
Seabiscuit (1933-1947) est un cheval de course pur-sang américain. Il défraya la chronique au cours des années 1930, et son parcours hors du commun fit de lui une figure populaire auprès du public américain alors frappé par la Grande Dépression. De nombreux livres et films lui ont été consacrés, dont un film à succès, Pur Sang, la légende de Seabiscuit, nommé pour l'Oscar du meilleur film en 2003. 

## Carrière de courses

### Jeunesse et débuts

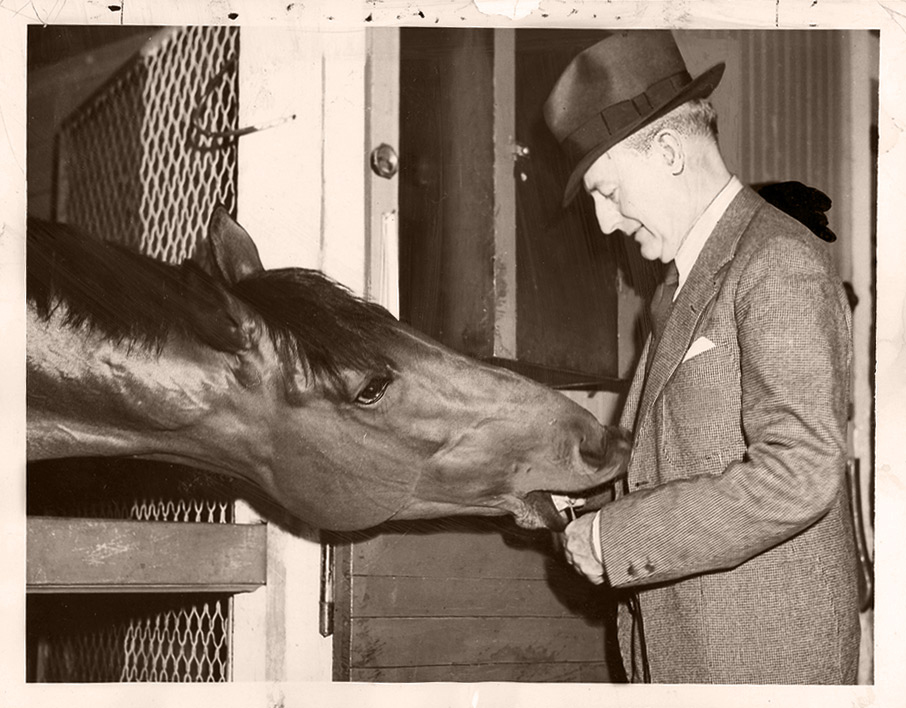
Avec Charles Howard

Fils de Hard Tack (par le légendaire Man O'War) et Swing On, par Whisk Broom II, Seabiscuit est né au haras de Claiborne Farm, à Paris, dans le Kentucky. Propriété de Gladys Mills Phipps, son modèle et son attitude ne laissaient présager en rien de son avenir : petit, avec de mauvais aplombs, il se signale surtout par son apathie. Son premier entraîneur, le légendaire "Sunny Jim" Fitzsimmons, accaparé par son champion Omaha, vainqueur cette année-là de la Triple Couronne, s'en occupe peu, et le fait courir sur des hippodromes de seconde zone, où le poulain ne brille guère. À la fin de son année de deux ans, il aura énormément couru (35 courses entre janvier et novembre, avec parfois deux jours de repos entre deux courses : un rythme impensable aujourd'hui), pour cinq victoires et sept deuxièmes places, passant le poteau en tête pour la première fois après 17 tentatives. Il a remporté trois courses à réclamer (soit une course où tous les participants sont à vendre), mais n'a jamais trouvé preneur alors qu'il était mis à prix pour $ 2 500. Il attire tout de même l'attention en gagnant un réclamer à l'hippodrome de Pawtucket, record de la piste à la clé, et termine bien son année en s'adjugeant deux "stakes" (courses principales) mineures. Mais au début de son année de 3 ans, en 1936, il ne montre guère de progrès, gagnant quatre fois en douze sorties, dans des compétitions de second ordre.     
Le 29 juin 1936, sur l'hippodrome de Suffolk Downs à Boston, Seabiscuit s'impose et se fait remarquer par un entraîneur obscur, Tom Smith. Le poulain est alors acquis pour 8 000 $ par Smith, pour le compte de Charles S. Howard, un entrepreneur fortuné. Si le prix de vente (environ 100 000 dollars d'aujourd'hui) fut loin d'être négligeable malgré le maigre palmarès du poulain, c'est que Sunny Fitzsimmons ne niait pas que celui-ci possédât un certain potentiel, et après tout il avait déjà engrangé plus de 12 000 $ de gains et remporté 9 courses (sur 47). 

### Premiers triomphes

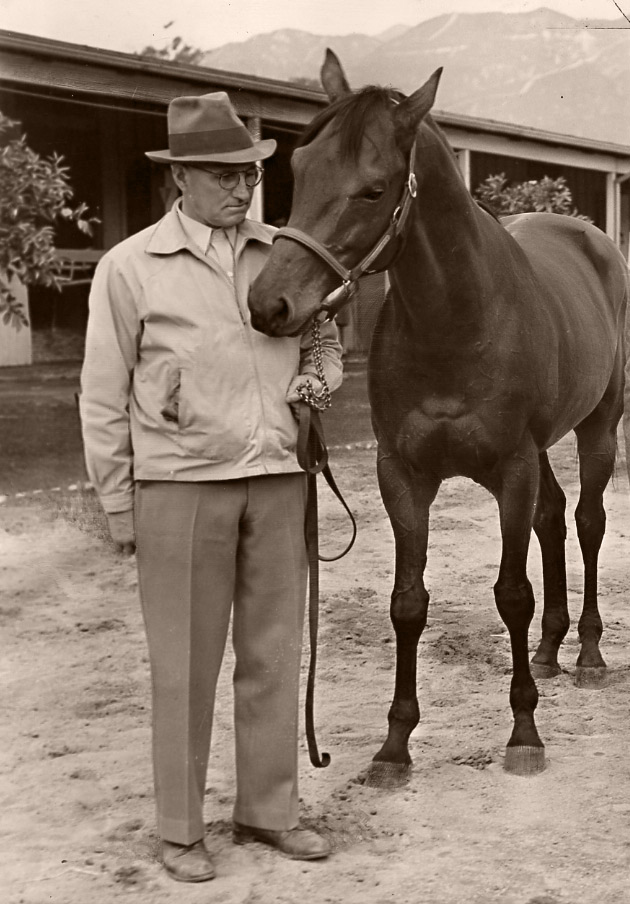
Avec Tom Smith

Seabiscuit devient donc l'élève du taiseux Tom Smith, un entraîneur aux méthodes atypiques. Il avait au premier coup d’œil mesuré le talent du cheval, qui ne demandait qu'à s'épanouir. Il s'en occupa attentivement et le confia à un jockey en mal de réussite, le Canadien Red Pollard. Les résultats ne se firent pas attendre, le poulain remportant plusieurs victoires sur la côte est. Fin 1936, il est envoyé en Californie, où il remporte deux nouvelles épreuves, faisant chaque fois une forte impression. L'année suivante, il monte nettement de catégorie, et son objectif avoué est le Santa Anita Handicap, la plus prestigieuse épreuve californienne, dotée de $125 000 (soit environ 1,5 million de dollars d'aujourd'hui). Après avoir remporté une des deux courses préparatoires auxquelles il a pris part, Seabiscuit s'aligne au départ de la grande épreuve face aux meilleurs chevaux de la Côte Ouest. Bien placé durant le parcours, il semble avoir course gagnée quand il ralentit inexplicablement, et se fait toiser au poteau par Special Agent, d'un nez. Cette défaite est imputée à Red Pollard qui, ayant perdu un œil lors d'un accident à l'entraînement (et non au cours d'un match de boxe, comme le prétend le film de 2003), n'a pas vu à temps son concurrent qui fondait sur lui. Malgré ce revers, Seabiscuit est considéré comme le meilleur cheval de Californie, d'autant qu'il remporte ses trois courses suivantes.

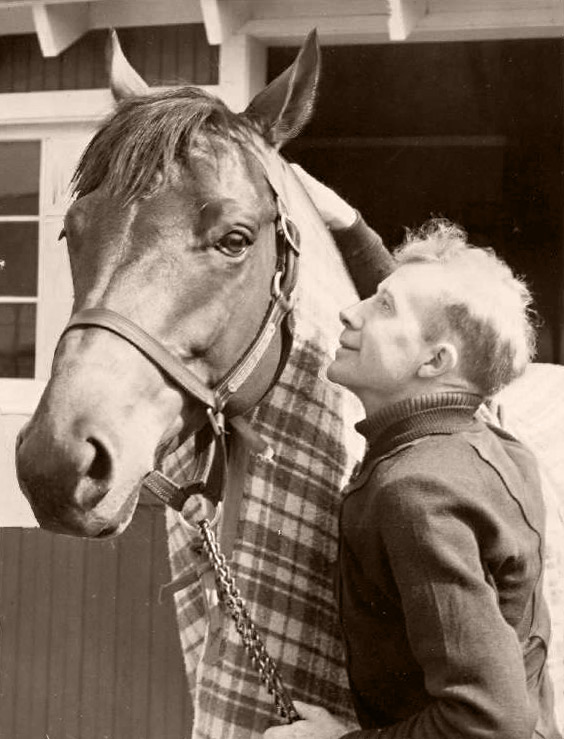
Avec Red Pollard

Son propriétaire décide alors de réexpédier son champion sur le circuit de la Côte Est, réputé plus relevé, et Seabiscuit se montre à la hauteur de sa réputation grandissante, accumulant les succès dans des handicaps où il doit supporter des charges bien plus lourdes que ses adversaires. À la fin de l'année 1937, il a remporté 11 de ses 15 courses et il est le cheval le plus riche des États-Unis, ayant accumulé près de $ 170 000 de gains. Néanmoins, s'il est une grande vedette en Californie, il reste, côté Atlantique dans l'ombre du phénomène War Admiral, au parcours plus classique et plus prestigieux, puisqu'il est devenu le quatrième poulain de l'histoire à remporter la triple couronne et s'est vu attribuer le titre de cheval de l'année.

### La lutte pour la suprématie

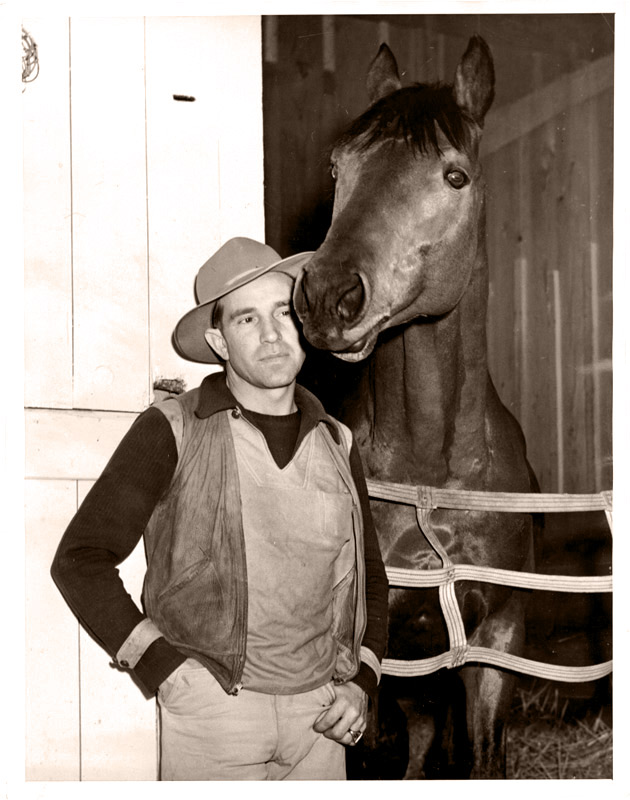
Avec George Woolf

En 1938, Seabiscuit a 5 ans et continue d'amasser les victoires. Il doit cependant se passer de son jockey, Red Pollard, blessé lors d'une lourde chute et qui doit céder sa place à son ami George Woolf. Tous deux échouent à nouveau dans le Santa Anita Handicap où, après bien des malheurs dans le parcours, ils s'inclinent face au vainqueur du Santa Anita Derby, Stagehand, à qui ils rendent près de 14 kg. La popularité de Seabiscuit ne se dément pas et les médias commencent à faire pression pour que le champion affronte enfin la terreur War Admiral, pour désigner enfin qui des deux est le meilleur cheval américain. L'idée est d'organiser une course en un contre un. Les entourages des deux champions négocient âprement, mais le match est sans cesse ajourné. Entre-temps, Red Pollard est guéri et recommence à monter à cheval, mais un nouvel accident diffère son retour en pistes, et menace même sa carrière. Tandis que les discussions avec l'entourage de War Admiral achoppent, Seabiscuit est invité à un match en tête à tête avec un autre champion, le Californien Ligaroti, appartenant à la star Bing Crosby. Il en sort vainqueur, puis dispute trois courses où il ne s'impose qu'une fois.

### Le match du siècle
Enfin, une date est fixée pour le match entre Seabiscuit et War Admiral. Il aura lieu le 1er novembre 1938 sur l'hippodrome de Pimlico, à Baltimore, dans le Pimlico Handicap, rebaptisé pour l'occasion The Pimlico Special. Les médias ne tardent pas à considérer cette rencontre comme "le match du siècle". C'est en effet le Ali-Frazier des courses hippiques : jamais une course n'aura suscité un tel engouement, et peu d'événements sportifs pourront jamais se prévaloir d'une telle fièvre populaire. Venues des quatre coins du pays, 40 000 personnes se pressent à Pimlico, tandis que 40 millions d'Américains suivent l'événement à la radio, un score inouï même pour l'époque. 
Sur le papier, War Admiral est le grand favori. Son aptitude à prendre des départs fulgurants doit avoir raison de la longue accélération typique de son rival. Mais le rusé Tom Smith a fait subir un entraînement spécial à son protégé en l'habituant à bondir dès qu'il entend une cloche. Au son de la cloche qui annonce le départ de la course, Seabiscuit prend immédiatement le meilleur sur son adversaire, le laisse revenir un peu à mi-parcours, puis repart de plus belle pour s'imposer par quatre longueurs. Partout, c'est la stupéfaction : le « match du siècle » est remporté par l'outsider. À la suite de cet exploit retentissant, Seabiscuit est naturellement sacré cheval de l'année.

### Blessure, retour et adieux

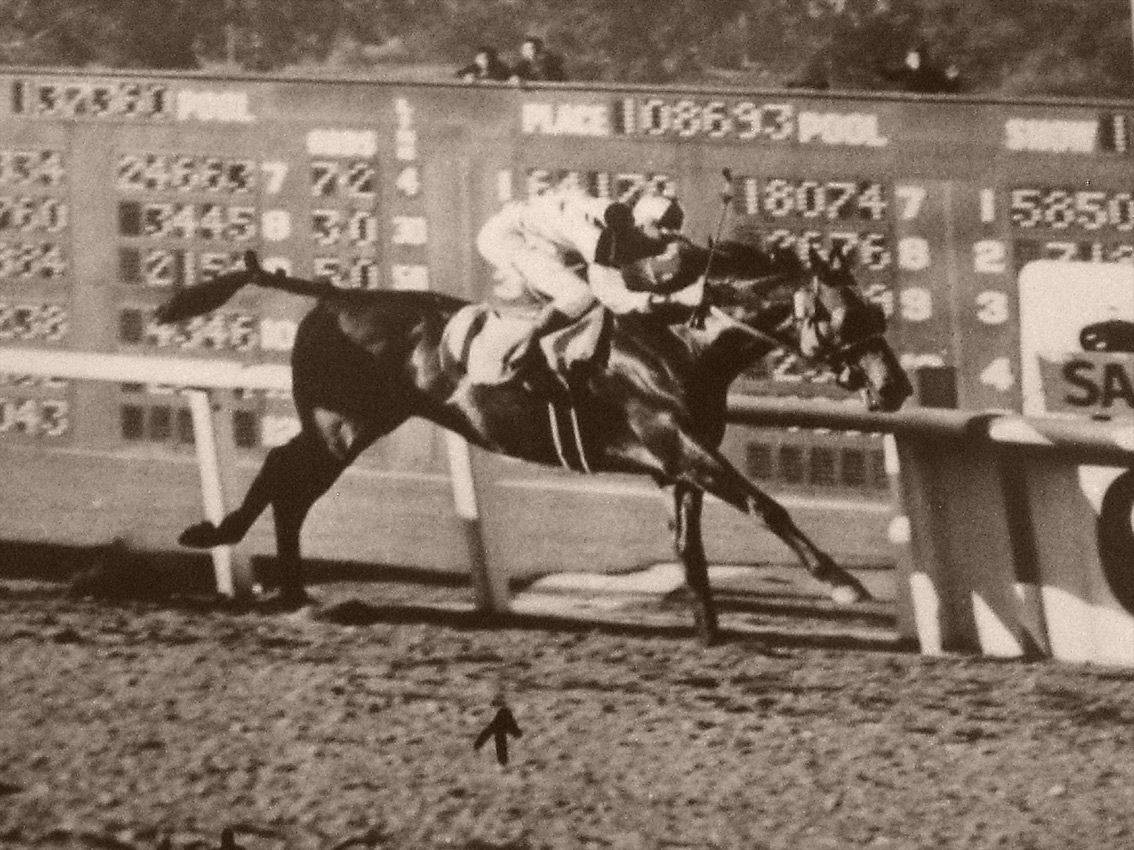
Victoire dans le Santa Anita Handicap en 1940

Après le choc contre War Admiral, Seabiscuit continue à courir mais la suite de la carrière du champion est remise en cause par une grave blessure subie en course (une rupture des ligaments) qui jette un doute sur son avenir. Comme est incertain le futur de son jockey, Red Pollard, lui aussi blessé et qui peine à recouvrer ses moyens, devant faire face en outre à des problèmes financiers et un penchant pour la bouteille. Néanmoins, petit à petit, tous deux se remettent et l'on se prend à espérer leur retour commun. Il aura lieu au début de l'année 1940 et, après quelques courses de rodage, Seabiscuit et son jockey retrouvent le chemin du succès.
Il manque toutefois une pierre à l'édifice bâti par le cheval : le Santa Anita Handicap, qui lui a toujours échappé. Ce sera son ultime objectif, et sa dernière apparition dans un hippodrome. 78 000 spectateurs se pressent pour célébrer son retour et, en même temps, assister à ses adieux. Après une course à suspens, Seabiscuit remporte enfin l'épreuve tant convoitée, dans une ambiance jamais vue sur un champ de courses. Il met ainsi fin à son incroyable carrière et, malgré cette saison raccourcie, ne sera devancé que par Challedon pour le titre de cheval de l'année. 
Seabiscuit quitte la scène après 33 victoires et 25 accessits en 89 courses, et le titre de cheval le plus riche de l'histoire, ses gains s'élevant à 437 730 dollars. Il est admis au Hall of Fame des courses américaines en 1958, quelques années après la création de ce panthéon. Dans le classement des 100 meilleurs chevaux de l'histoire des courses américaines au XXe siècle établi par le magazine The Blood-Horse, Seabiscuit occupe le 25e rang (son rival War Admiral étant classé 13e).  

### Résumé de carrière
| Date         | Hippodrome        | Pays        | Course                        | Distance    | Jockey         | Place       | Écart       | Vainqueur ou deuxième |
| 1935, 2 ans  | 1935, 2 ans       | 1935, 2 ans | 1935, 2 ans                   | 1935, 2 ans | 1935, 2 ans    | 1935, 2 ans | 1935, 2 ans | 1935, 2 ans           |
| ------------ | ----------------- | ----------- | ----------------------------- | ----------- | -------------- | ----------- | ----------- | --------------------- |
| 19 janvier   | Hialeah Park      | États-Unis  | Allowance                     | 600 m       | J. Stout       | 4e / 10     | 4 ½         | Wha HaeMore           |
| 22 janvier   | Hialeah Park      | États-Unis  | Réclamer                      | 600 m       | J. Stout       | 2e / 12     | 2           | Clapping Jane         |
| 27 février   | Hialeah Park      | États-Unis  | Réclamer                      | 600 m       | F. Horn        | 6e / 11     | 3           | Black Bess            |
| 5 mars       | Hialeah Park      | États-Unis  | Allowance                     | 600 m       | F. Horn        | 6e / 13     | 5           | James City            |
| 8 mars       | Hialeah Park      | États-Unis  | Allowance                     | 600 m       | F. Horn        | 4e / 14     | 3 ½         | Victorious Ann        |
| 4 avril      | Bowie             | États-Unis  | Maiden                        | 800 m       | F. Horn        | 2e / 8      | 2 ½         | Borsa                 |
| 10 avril     | Bowie             | États-Unis  | Allowance                     | 800 m       | F. Horn        | 8e / 14     | 7 ¼         | Victorious Ann        |
| 13 avril     | Bowie             | États-Unis  | Maiden                        | 800 m       | F. Horn        | 10e / 12    | 5 ½         | Paraguay Tea          |
| 22 avril     | Havre de Grace    | États-Unis  | Réclamer                      | 900 m       | M. Peters      | 3e / 13     | 3 ½         | Hiatus                |
| 25 avril     | Havre de Grace    | États-Unis  | Réclamer                      | 900 m       | R. Workman     | 4e / 13     | 1/2         | Cherry Stone          |
| 1er mai      | Jamaica           | États-Unis  | Allowance                     | 1 000 m     | F. Horn        | 2e / 6      | 1/2         | Galsac                |
| 4 mai        | Jamaica           | États-Unis  | Maiden                        | 1 000 m     | J.H. Burke     | 6e / 8      | 8           | Pullman               |
| 21 mai       | Rockingham Park   | États-Unis  | Allowance                     | 1 000 m     | J. Stout       | 3e / 9      | enc.        | Microbes              |
| 28 mai       | Rockingham Park   | États-Unis  | Maiden                        | 1 000 m     | J. Stout       | 4e / 11     | 2 ½         | Sandy Mack            |
| 1er juin     | Rockingham Park   | États-Unis  | Maiden                        | 1 000 m     | J. Stout       | 2e / 12     | 3           | Swashbuckler          |
| 8 juin       | Rockingham Park   | États-Unis  | Juvenile Handicap             | 1 000 m     | J. Stout       | 3e / 12     | 1 ¼         | Winter sports         |
| 11 juin      | Rockingham Park   | États-Unis  | Maiden                        | 1 000 m     | J. Stout       | 2e / 8      | 6           | Jubilee Jim           |
| 22 juin      | Narragansett Park | États-Unis  | Allowance                     | 1 000 m     | J. Stout       | 1er / 9     | 2           | Ned Reigh             |
| 26 juin      | Narragansett Park | États-Unis  | Réclamer                      | 1 000 m     | F. Horn        | 1er / 8     | 2           | Infidox               |
| 4 juillet    | Narragansett Park | États-Unis  | Old Colony Stakes             | 1 000 m     | J. Stout       | 5e / 6      | 2 ½         | Bright and Early      |
| 15 juillet   | Suffolk Downs     | États-Unis  | Maynez Stakes                 | 1 200 m     | F. Horn        | 4e / 9      | 4           | Materials             |
| 22 juillet   | Suffolk Downs     | États-Unis  | Allowance                     | 1 200 m     | J. Stout       | 2e / 5      | 1 ½         | Black Highbrow        |
| 27 juillet   | Suffolk Downs     | États-Unis  | Bay State Stakes              | 1 200 m     | J. Stout       | 4e / 7      | 3           | Black Highbrow        |
| 14 août      | Saratoga          | États-Unis  | Allowance                     | 1 200 m     | J. Gilbert     | 9e / 13     | 5 ¼         | Materials             |
| 26 août      | Saratoga          | États-Unis  | Allowance                     | 1 200 m     | F. Horn        | 6e / 9      | 8 ½         | Bold Venture          |
| 2 septembre  | Aqueduct          | États-Unis  | Babylon Handicap              | 1 200 m     | F. Horn        | 6e / 6      | 12          | Ned Reigh             |
| 4 septembre  | Aqueduct          | États-Unis  | Allowance                     | 1 200 m     | F. Koper       | 3e / 7      | 6           | Phantom Fox           |
| 9 septembre  | Aqueduct          | États-Unis  | Allowance                     | 1 200 m     | F. Koper       | 1er / 8     | 3           | Count Morse           |
| 14 septembre | Havre de Grace    | États-Unis  | Eastern Shore Handicap        | 1 200 m     | C. Rosengarten | 4e / 14     | 1 ½         | Postage Due           |
| 21 septembre | Jamaica           | États-Unis  | Remzen Handicap               | 1 200 m     | F. Horn        | 9e / 11     | 7 ¾         | The Fighter           |
| 2 octobre    | Suffolk Downs     | États-Unis  | Constitution Handicap         | 1 200 m     | G Wolf         | 10e / 10    | 10          | Infidox               |
| 16 octobre   | Agawam            | États-Unis  | Springfield Handicap          | 1 200 m     | J. Stout       | 1er / 8     | 1           | Bright Plumage        |
| 23 octobre   | Empire City       | États-Unis  | Ardsley Handicap              | 1 150 m     | F. Koper       | 1er / 6     | 3           | Neap                  |
| 26 octobre   | Narragansett Park | États-Unis  | Powtucket Handicap            | 1 200 m     | J. Stout       | 2e / 5      | 1/2         | Clocks                |
| 11 novembre  | Pimlico           | États-Unis  | Walden Handicap               | 1 700 m     | F. Koper       | 6e / 10     | 6           | Ned Reigh             |
| 1936, 3 ans  |                   |             |                               |             |                |             |             |                       |
| 18 avril     | Jamaica           | États-Unis  | Allowance                     | 1 200 m     | I. Hanford     | 2e / 5      | 1 ½         | Tintagel              |
| 23 avril     | Jamaica           | États-Unis  | Handicap                      | 1 200 m     | I. Hanford     | 3e / 4      | 7           | Golden eye            |
| 8 mai        | Jamaica           | États-Unis  | Allowance                     | 1 200 m     | J. Stout       | 4e / 7      | 2 ¾         | Gleeman               |
| 13 mai       | Narragansett Park | États-Unis  | Providence Handicap           | 1 700 m     | F. Koper       | 4e / 8      | 2 ½         | Tugboat Frank         |
| 18 mai       | Narragansett Park | États-Unis  | Allowance                     | 1 700 m     | F. Koper       | 1er / 8     | 3           | Piccolo               |
| 27 mai       | Rockingham Park   | États-Unis  | New Hampshire Handicap        | 1 600 m     | F. Koper       | 12e / 15    | 9 ½         | Faust                 |
| 1er juin     | Belmont Park      | États-Unis  | Handicap                      | 1 700 m     | I. Hanford     | 6e / 6      | 6 ¼         | Prince Gallant        |
| 24 juin      | Suffolk Downs     | États-Unis  | Commonwealth Handicap         | 1 200 m     | F. Koper       | 10e / 13    | 10 ¾        | Party Spirit          |
| 29 juin      | Suffolk Downs     | États-Unis  | Allowance                     | 1 200 m     | K. Knot        | 1er / 12    | 1 ½         | Deliberate            |
| 25 juillet   | Saratoga          | États-Unis  | Miles Standish                | 1 800 m     | F. Koper       | 4e / 7      | 4 ¼         | Kearsarge             |
| 3 août       | Saratoga          | États-Unis  | Réclamer                      | 1 600 m     | J. Stout       | 1er / 7     | 6           | Ann O'Ruley           |
| 10 août      | Saratoga          | États-Unis  | Handicap                      | 1 800 m     | J. Stout       | 1er / 2     | 4           | Treford               |
| 22 août      | Detroit           | États-Unis  | Motor City Handicap           | 1 700 m     | J. Pollard     | 4e / 11     | 4 ¼         | Myrtlewood            |
| 2 septembre  | Detroit           | États-Unis  | Handicap                      | 1 650 m     | J. Pollard     | 3e / 8      | 3 ½         | Professor             |
| 7 septembre  | Detroit           | États-Unis  | Governors Handicap            | 1 800 m     | J. Pollard     | 1er / 12    | enc.        | Professor Paul        |
| 19 septembre | Detroit           | États-Unis  | Delasol Handicap              | 1 700 m     | J. Pollard     | 6e / 8      | 3 ¾         | Paradisical           |
| 26 septembre | Detroit           | États-Unis  | Hendry Handicap               | 1 700 m     | J. Pollard     | 1er / 6     | 4           | Crisstate             |
| 3 octobre    | River Downs       | États-Unis  | Western Hills Handicap        | 1 700 m     | J. Pollard     | 3e / 8      | 1 ½         | Marynell              |
| 17 octobre   | River Downs       | États-Unis  | East Hills Handicap           | 1 700 m     | J. Pollard     | 3e / 6      | 2 ½         | Mucho GustoMore       |
| 24 octobre   | Empire City       | États-Unis  | Scarsdale Handicap            | 1 650 m     | J. Pollard     | 1er / 11    | nez         | Jesting               |
| 31 octobre   | Empire City       | États-Unis  | Yorktown Handicap             | 1 800 m     | J. Pollard     | 3e / 8      | 1 ¾         | Thorson               |
| 28 novembre  | Bay Meadows       | États-Unis  | Bay Bridge Handicap           | 1 600 m     | J. Pollard     | 1er / 8     | 5           | Uppermost             |
| 12 décembre  | Bay Meadows       | États-Unis  | World's Fair Handicap         | 1 900 m     | J. Pollard     | 1er / 7     | 5           | Wildland              |
| 1937, 4 ans  |                   |             |                               |             |                |             |             |                       |
| 9 février    | Santa Anita       | États-Unis  | Huntington Beach Handicap     | 1 400 m     | J. Pollard     | 1er / 6     | 4 ½         | Sir Emerson           |
| 20 février   | Santa Anita       | États-Unis  | San Antonio Handicap          | 1 800 m     | J. Pollard     | 5e / 16     | 3 ¾         | Rosemont              |
| 27 février   | Santa Anita       | États-Unis  | Santa Anita Handicap          | 2 000 m     | J. Pollard     | 2e / 18     | nez         | Rosemont              |
| 6 mars       | Santa Anita       | États-Unis  | San Juan Capistrano Handicap  | 1 800 m     | J. Pollard     | 1er / 10    | 7           | Grand Manitou         |
| 17 avril     | Tanforan          | États-Unis  | March Bank Handicap           | 1 800 m     | J. Pollard     | 1er / 8     | 3           | Grand Manitou         |
| 22 mai       | Bay Meadows       | États-Unis  | Bay Meadows Handicap          | 1 700 m     | J. Pollard     | 1er / 8     | 1 ¼         | Exhibit               |
| 26 juin      | Aqueduct          | États-Unis  | Brooklyn Handicap             | 1 800 m     | J. Pollard     | 1er / 9     | nez         | Aneroid               |
| 10 juillet   | Empire City       | États-Unis  | Butler Handicap               | 1 900 m     | J. Pollard     | 1er / 6     | 1 ½         | Thorson               |
| 24 juillet   | Empire City       | États-Unis  | Yonkers Handicap              | 1 700 m     | J. Pollard     | 1er / 6     | 4           | Jesting               |
| 7 août       | Suffolk Downs     | États-Unis  | Massachusetts Handicap        | 1 800 m     | J. Pollard     | 1er / 13    | 1           | Caballero             |
| 11 septembre | Narragansett Park | États-Unis  | Narragansett Special Handicap | 1 900 m     | J. Pollard     | 3e / 6      | 2 ½         | Calumet Dick          |
| 12 octobre   | Jamaica           | États-Unis  | Continental Handicap          | 1 700 m     | J. Pollard     | 1er / 12    | 5           | Caballero             |
| 16 octobre   | Laurel            | États-Unis  | Laurel Handicap               | 1 600 m     | J. Pollard     | 1er / 7     | dead-heat   | Heelfly               |
| 5 novembre   | Pimlico           | États-Unis  | Riggs Handicap                | 1 900 m     | J. Pollard     | 1er / 11    | nez         | Burning Star          |
| 11 novembre  | Pimlico           | États-Unis  | Bowie Handicap                | 2 600 m     | J. Pollard     | 2e / 8      | nez         | Esposa                |
| 1938, 5 ans  |                   |             |                               |             |                |             |             |                       |
| 26 février   | Santa Anita       | États-Unis  | San Antonio Handicap          | 1 800 m     | R. Workman     | 2e / 13     | nez         | Stage hand            |
| 5 mars       | Santa Anita       | États-Unis  | Santa Anita Handicap          | 2 000 m     | G. Woolf       | 2e / 18     | nez         | Stage hand            |
| 27 mars      | Agua Caliente     | États-Unis  | Agua Caliente Handicap        | 1 800 m     | N. Richardson  | 1er / 8     | 2           | Gray Jack             |
| 16 avril     | Bay Meadows       | États-Unis  | Bay Meadows Handicap          | 1 800 m     | G. Woolf       | 1er / 7     | 3           | Gosum                 |
| 4 juillet    | Arlington Park    | États-Unis  | Stars & Stripes Handicap      | 1 800 m     | G. Woolf       | 2e / 10     | 3 ½         | War Minstrel          |
| 16 juillet   | Hollywood Park    | États-Unis  | Hollywood Gold Cup            | 2 000 m     | G. Woolf       | 1er / 10    | 1 ½         | Specify               |
| 12 août      | Del Mar           | États-Unis  | Match Race                    | 1 800 m     | G. Woolf       | 1er / 2     | nez         | Ligaroti              |
| 20 septembre | Belmont Park      | États-Unis  | Manhattan Handicap            | 2 400 m     | G. Woolf       | 3e / 5      | 3           | Isolator              |
| 28 septembre | Havre de Grace    | États-Unis  | Havre de Grace Handicap       | 1 800 m     | G. Woolf       | 1er / 8     | 2 ½         | Savage Beauty         |
| 15 octobre   | Laurel            | États-Unis  | Laurel Handicap               | 1 600 m     | G. Woolf       | 2e / 12     | 2 ½         | Jacola                |
| 1er novembre | Pimlico           | États-Unis  | Pimlico Special               | 1 900 m     | G. Woolf       | 1er / 2     | 4           | War Admiral           |
| 1939, 6 ans  |                   |             |                               |             |                |             |             |                       |
| 14 février   | Santa Anita       | États-Unis  | Los Angeles Handicap          | 1 600 m     | G. Woolf       | 2e / 3      | 2 ¼         | Today                 |
| 1940, 7 ans  |                   |             |                               |             |                |             |             |                       |
| 9 février    | Santa Anita       | États-Unis  | La Jolla Handicap             | 1 400 m     | J. Pollard     | 3e / 8      | 3           | Heelfly               |
| 17 février   | Santa Anita       | États-Unis  | San Carlos Handicap           | 1 400 m     | J. Pollard     | 6e / 11     | 6 ¾         | Specify               |
| 24 février   | Santa Anita       | États-Unis  | San Antonio Handicap          | 1 700 m     | J. Pollard     | 1er / 13    | 2 ½         | Kayak                 |
| 2 mars       | Santa Anita       | États-Unis  | Santa Anita Handicap          | 2 000 m     | J. Pollard     | 1er / 13    | 1 ½         | Kayak                 |

## Au haras
Le 10 avril 1940, l'entourage de Seabiscuit annonce sa retraite sportive et son installation au haras Ridgewood Ranch à Willitis, en Californie, pour s'y consacrer à la reproduction. Il connaitra un succès très limité comme étalon, produisant 108 poulains seulement, et aucun champion.  
Seabiscuit s'éteint brutalement, probablement d'une crise cardiaque, le 17 mai 1947. Il est enterré dans un endroit tenu secret, quelque part dans les centaines d'hectares de Ridgewood Ranch.  

## Postérité
L'exceptionnelle et pérenne popularité de Seabiscuit est un fait unique dans l'histoire des courses, les Américains, entre la Grande Dépression et le début de la guerre, se sont identifiés à ce sans grade devenu star par son abnégation, et celle de son modeste entourage. Plus de 50 000 personnes lui rendront visite à son haras durant les sept années où il y vécut.  
Plusieurs statues à son effigie sont érigées. La première de son vivant, exposée à l'hippodrome de Santa Anita. Une autre fut construite à l'entrée d'un centre commercial à San Bruno, construit sur l'emplacement de l'hippodrome de Tanforan, où Seabiscuit séjourna en 1939. En 2007, une statue grandeur nature est inaugurée à Ridgewood Farm, et une dernière en 2010 au Remington Carriage Museum, à Cardston, au Canada. représentant le cheval monté par George Woolf, à l'occasion du centenaire de la naissance du jockey. Un timbre à l'effigie de Seabiscuit a également été créé par le United States Postal Service en 2009, après une pétition d'initiative populaire.

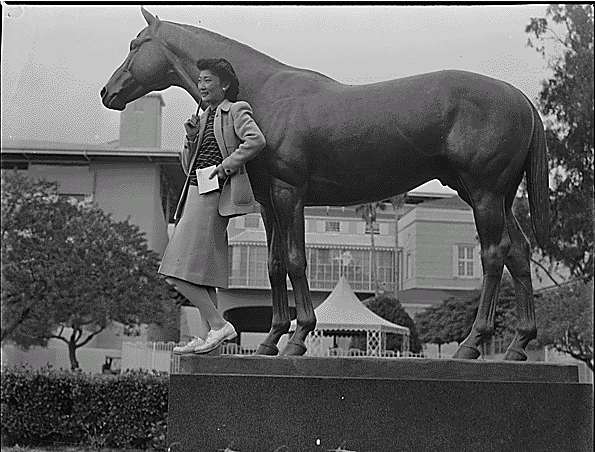
Statue de Seabiscuit sur l'hippodrome de Santa Anita en 1942
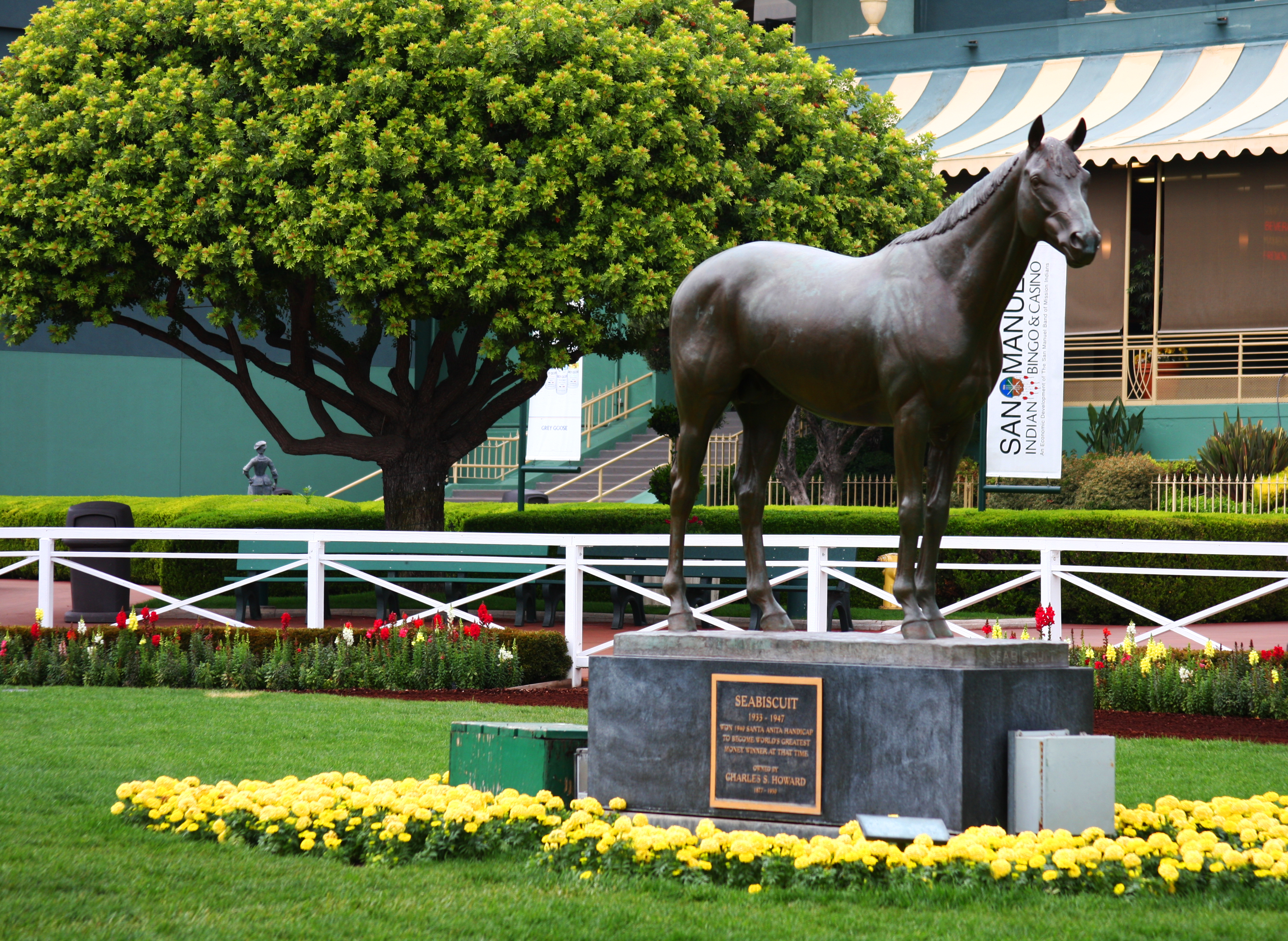
Santa Anita
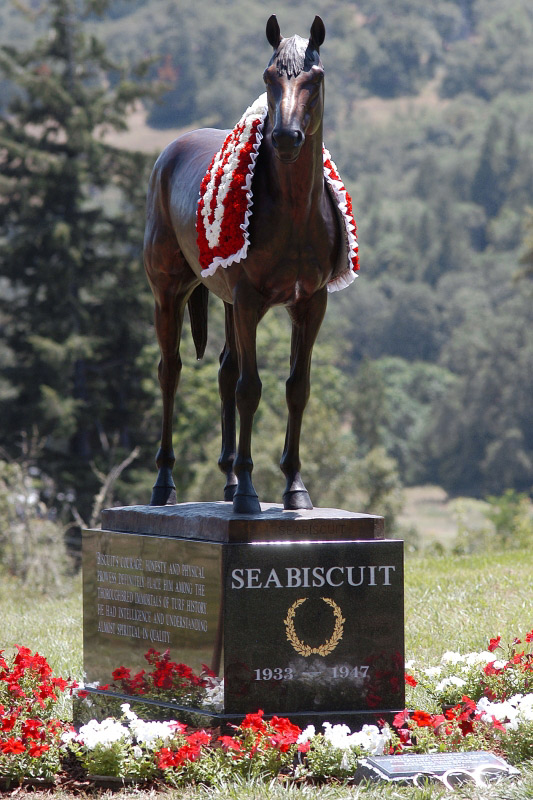
Statue de Ridgewood Farm

De nombreux livres et films sont consacrés à Seabiscuit. Alors que le cheval est au sommet de sa carrière, la MGM s'inspire de son histoire pour le film Stablemates (1938) de Sam Wood, avec Wallace Beery et Mickey Rooney, qui intègre des plans filmés spécialement lors de la victoire du cheval dans la Hollywood Gold Cup. L'ouvrage Seabiscuit: The Saga of a Great Champion de B.K.Beckwith, publié dès 1940 compta beaucoup pour la célébrité du cheval, de même que le film The Story of Seabiscuit (1949) de David Butler avec Shirley Temple, où un propre rejeton de Seabiscuit, Sea Sovereign, jouait le rôle de son père, et qui intègre des images d'archives du Pimlico Special. En 1963, Ralph Moody écrit lui aussi une biographie du cheval, Come On Seabiscuit, qui inspirera Laura Hillenbrand pour la rédaction de son best-seller Seabiscuit: An American Legend, adapté au cinéma en 2003 par Gary Ross sous le titre Pur Sang, la légende de Seabiscuit (Seabiscuit), film qui reçut sept nominations aux Oscars. Dans le film Chinatown réalisé par Roman Polanski, il figure sur la une du journal "Racing Record" lu par Jack Nicholson dans le cadre d'une filature.

## Origines
| Origines de Seabiscuit (USA), mâle bai né en 1933 | Origines de Seabiscuit (USA), mâle bai né en 1933 | Origines de Seabiscuit (USA), mâle bai né en 1933 | Origines de Seabiscuit (USA), mâle bai né en 1933 |
| ------------------------------------------------- | ------------------------------------------------- | ------------------------------------------------- | ------------------------------------------------- |
| Père Hard Tack b. 1926                            | Man O'War ch. 1917                                | Fair Play ch. 1905                                | Hastings                                          |
| Père Hard Tack b. 1926                            | Man O'War ch. 1917                                | Fair Play ch. 1905                                | Fairy Gold                                        |
| Père Hard Tack b. 1926                            | Man O'War ch. 1917                                | Mahubah b. 1910                                   | Rock Sand                                         |
| Père Hard Tack b. 1926                            | Man O'War ch. 1917                                | Mahubah b. 1910                                   | Merry Token                                       |
| Père Hard Tack b. 1926                            | Tea Biscuit 1912                                  | Rock Sand br. 1900                                | Sainfoin                                          |
| Père Hard Tack b. 1926                            | Tea Biscuit 1912                                  | Rock Sand br. 1900                                | Roquebrune                                        |
| Père Hard Tack b. 1926                            | Tea Biscuit 1912                                  | Teas Over ch. 1893                                | Hanover                                           |
| Père Hard Tack b. 1926                            | Tea Biscuit 1912                                  | Teas Over ch. 1893                                | Tea Rose                                          |
| Mère Swing On b. 1926                             | Whisk Broom II ch. 1907                           | Broomstick b. 1901                                | Ben Brush                                         |
| Mère Swing On b. 1926                             | Whisk Broom II ch. 1907                           | Broomstick b. 1901                                | Elf                                               |
| Mère Swing On b. 1926                             | Whisk Broom II ch. 1907                           | Audience 1901                                     | Sir Dixon                                         |
| Mère Swing On b. 1926                             | Whisk Broom II ch. 1907                           | Audience 1901                                     | Sallie McClelland                                 |
| Mère Swing On b. 1926                             | Balance b. 1919                                   | Rabelais br. 1900                                 | St. Simon                                         |
| Mère Swing On b. 1926                             | Balance b. 1919                                   | Rabelais br. 1900                                 | Satirical                                         |
| Mère Swing On b. 1926                             | Balance b. 1919                                   | Balancoire b. 1911                                | Meddler                                           |
| Mère Swing On b. 1926                             | Balance b. 1919                                   | Balancoire b. 1911                                | Ballantrae (famille 5-j)                          |